# Laidu
Laidu est une île d'Estonie.